# Letni Puchar Świata w narciarstwie alpejskim mężczyzn 2018
Letni Puchar Świata w narciarstwie alpejskim mężczyzn to kolejna edycja tej imprezy. Cykl ten rozpoczął się 16 czerwca 2018 roku, na austriackim lodowcu Rettenbach, a zakończył 16 września tego samego roku we włoskiej miejscowości Sauris.
Obrońcą Kryształowej Kuli był po raz kolejny reprezentant Włoch Edoardo Frau, który triumfował także w tym sezonie.

## Podium zawodów
| Lp. | Data             | Miejscowość                | Konkurencja       | 1. Miejsce      | 2. Miejsce                | 3. Miejsce           |
| --- | ---------------- | -------------------------- | ----------------- | --------------- | ------------------------- | -------------------- |
| 1.  | 16 czerwca 2018  | Rettenbach                 | Gigant            | Edoardo Frau    | Martin Barták             | Lorenzo Gritti       |
| 2.  | 17 czerwca 2018  | Rettenbach                 | Supergigant       | Edoardo Frau    | Mirko Hüppi               | Martin Barták        |
| 3.  | 17 czerwca 2018  | Rettenbach                 | Superkombinacja   | Mirko Hüppi     | Edoardo Frau              | Hannes Angerer       |
| 4.  | 30 czerwca 2018  | Předklášteří               | Gigant            | Hannes Angerer  | Edoardo Frau              | Martin Barták        |
| 5.  | 1 lipca 2018     | Předklášteří               | Slalom            | Mirko Hüppi     | Hannes Angerer            | Martin Barták        |
| 6.  | 28 lipca 2018    | Montecampione              | Gigant            | Edoardo Frau    | Martin Barták             | Hannes Angerer       |
| 7.  | 29 lipca 2018    | Montecampione              | Slalom            | Lorenzo Gritti  | Mirko Hüppi               | Martin Barták        |
| 8.  | 18 sierpnia 2018 | San Sicario                | Superkombinacja   | Edoardo Frau    | Martin Barták             | Mirko Hüppi          |
| 9.  | 18 sierpnia 2018 | San Sicario                | Supergigant       | Edoardo Frau    | Martin Barták             | Mirko Hüppi          |
| 10. | 19 sierpnia 2018 | San Sicario                | Gigant            | Edoardo Frau    | Mirko Hüppi               | Martin Barták        |
| —   | 31 sierpnia 2018 | Santa Caterina di Valfurva | Slalom równoległy | Odwołano        | Odwołano                  | Odwołano             |
| 11. | 31 sierpnia 2018 | Santa Caterina di Valfurva | Slalom            | Lorenzo Gritti  | Mirko Hüppi               | Stefan Portmann      |
| 12. | 1 września 2018  | Santa Caterina di Valfurva | Slalom            | Lorenzo Gritti  | Hannes Angerer            | Martin Barták        |
| 13. | 13 września 2018 | Sauris                     | Gigant            | Stefan Portmann | Edoardo Frau              | Philipp Gschwandtner |
| 14. | 14 września 2018 | Sauris                     | Slalom            | Lorenzo Gritti  | Edoardo Frau              | Marcel Knapp         |
| 15. | 15 września 2018 | Sauris                     | Superkombinacja   | Edoardo Frau    | Lorenzo Gritti            | Martin Barták        |
| 16. | 16 września 2018 | Sauris                     | Supergigant       | Stefan Portmann | Martin Barták Mirko Hüppi | –                    |

## Klasyfikacja generalna
Po 16/16 zawodach
| Lp. | Zawodnik             | Punkty |
| --- | -------------------- | ------ |
| 1.  | Edoardo Frau         | 1205   |
| 2.  | Mirko Hüppi          | 977    |
| 3.  | Martin Barták        | 945    |
| 4.  | Lorenzo Gritti       | 871    |
| 5.  | Hannes Angerer       | 755    |
| 6.  | Marcel Knapp         | 666    |
| 7.  | Stefan Portmann      | 436    |
| 8.  | Philipp Gschwandtner | 418    |
| 9.  | Domenic Senn         | 405    |
| 10. | Pietro Guerini       | 377    |